# 53093 La Orotava
53093 La Orotava è un asteroide della fascia principale. Scoperto nel 1998, presenta un'orbita caratterizzata da un semiasse maggiore pari a 2,1802546 UA e da un'eccentricità di 0,1130893, inclinata di 1,24212° rispetto all'eclittica.